# Сальвиати, Мария
Мари́я Сальвиа́ти (итал. Maria Salviati; 17 июля 1499, Флоренция, Флорентийская республика — 12 декабря 1543, вилла Кастелло близ Флоренции, Флорентийское герцогство) — аристократка из семьи Сальвиати, одной из влиятельнейших во Флорентийской республике. Супруга кондотьера Джованни Чёрные Полосы. Мать Козимо I, первого великого герцога Тосканы из дома Медичи.

## Биография
Родилась 17 июля 1499 года во Флоренции в многодетной семье банкира и политика Якопо Сальвиати и Лукреции Медичи. По отцовской линии приходилась внучкой банкиру Джованни Сальвитати и Элене Гонди-Буондельмонти. По материнской линии была внучкой банкира и правителя Флорентийской республики Лоренцо Великолепного и Клариче Орсини. Братьями Марии были кардиналы Джованни и Бернардо Сальвиати.
Некоторые члены семьи Сальвиати участвовали в заговоре Пацци, направленном против семьи Медичи. Брак родителей Марии, напротив, должен был закрепить союзнические отношения между двумя домами.
15 ноября 1516 года её саму выдали замуж за молодого кондотьера Джованни Медичи, известного также под именем Джованни Чёрные Полосы. Супруги приходились друг другу кузенами. Их брак объединил две ветви дома Медичи: побочную, через мужа, и главную, через жену.
Джованни, потерявший отца в раннем детстве, воспитывался в семье Марии. Большую часть совместной жизни супруги прожили порознь, так как Джованни почти всегда участвовал в войнах. В браке, 12 июня 1519 года, Мария родила единственного сына, которого назвали Козимо. Она тяжело переживала разлуку с мужем, свидетельством чему является их переписка. Джованни редко отвечал на письма жены. Его мало интересовали дела семьи. Даже рождение наследника не изменило поведения кондотьера. Мария, наоборот, часто писала мужу о том, как растёт их сын. Она одна несла все заботы о материальном благополучии семьи. Джованни плохо распоряжался доходами с небольшого, принадлежавшего ему, имущества. Большая часть денег тратилась им на личные нужды. Менее чем через год после свадьбы, Марии пришлось продать своё самое дорогое ювелирное украшение, чтобы покрыть расходы супруга. Ей неоднократно приходилось обращаться к родственникам с просьбой о материальной помощи.
Так, в ноябре 1523 года, по требованию мужа, Мария обратилась за материальной поддержкой к новому римскому папе Клименту VII, который приходился ей кузеном. Вместо денег она получила от понтифика лишь неопределённые обещания. Зато смогла представить при Святом Престоле своего сына Козимо. После гибели Джованни 30 ноября 1526 года, Мария, стараясь обеспечить безопасность Козимо, отправила его в Венецианскую республику под присмотром наставника Пьерфранческо Риччо. В мае 1527 года она сама прибыла к сыну в Венецию.
Несмотря на требования со стороны родственников, Мария отказалась снова выйти замуж и осталась вдовой. В сентябре 1533 года по требованию Климента VII она сопровождала родственницу, Екатерину Медичи, в Марсель на встречу с супругом, принцем Генрихом Валуа, будущим королём Франции под именем Генриха II. После установления во Флоренции герцогства под правлением дома Медичи, её сын Козимо прибыл ко двору герцога Алессандро Медичи. Приблизительно в это же время Мария смогла получить часть наследства, полагавшегося ей, как представительнице семьи Медичи.
При дворе во Флоренции Козимо занимал незначительные места. Его матримониальные планы в то время носили скромный характер. В невесты им рассматривались кандидатуры Джулии да Варано, Маддалены Сансеверино и Елизаветы Гвиччардини.
В 1537 году, после убийства герцога Алессандро Медичи, главная ветвь дома Медичи пресеклась. Герцог оставил только незаконнорождённых наследников, чья легитимность жителями Флоренции была поставлена под сомнение. Стали рассматриваться предложения о возможном возвращении к республиканской форме правления или даже присоединении к испанскому королевству, когда новым правителем был объявлен сын Джованни и Марии, юный Козимо Медичи, ставший первым великим герцогом Тосканским под именем Козимо I. Во многом его избранию герцогом Флоренции содействовала доброжелательность флорентийцев по отношению к его матери, поведение которой в предшествовавшие этому событию годы снискало ей всеобщее уважение. В книге «Флорентийская история» гуманист Бенедетто Варки оставил о ней свидетельство, как о «благоразумной женщине с образцовой жизнью».
Женив сына в 1539 году и несмотря на хорошие отношения с невесткой, Мария отдалилась от двора, посвятив себя заботам о внуках. Последние годы жизни, отчасти из-за усилившихся проблем со здоровьем, она провела в личных покоях в Старом дворце и загородной резиденции Медичи на вилле Кастелло. Скончалась 12 декабря 1543 года и была похоронена в усыпальнице Медичи в базилике Святого Лаврентия во Флоренции. 16 декабря того же года, в память о покойной, перед Флорентийской академией Бенедетто Варки произнёс эпитафию, что в то время для женщины являлось знаком большого уважения.
В 1857 году останки Марии были эксгумированы, вместе с останками других членов дома Медичи. Согласно записям исследований: «Останки, почти истлевшие на лице, хорошо сохранились в других частях… Голова покойной, покрытая вуалью, лежала на двух кирпичах… Одежда на останках была похожа на монашескую, то есть была сшита из ткани чёрного цвета, но покрыта инкрустацией, от которой сохранились фрагменты…».

## В культуре
Сохранились два портрета Марии Сальвиати кисти Понтормо, один из которых находится в галерее Уффици во Флоренции. На нём она изображена с книгой в руке. На другом портрете, в Художественном музее Уолтерса в Балтиморе, Мария изображена вместе с ребёнком. Вероятно, это первый из двойных портретов, которые затем приобрели популярность у семьи Медичи. На обоих портретах Мария одета в чёрное. Значит на время их написания она уже была вдовой. Время создания портрета в Уффици охватывает период с 1537 по 1543 год.
Портрет, на котором она изображена с маленьким ребёнком, был написан по заказу Козимо I после 1537 года, когда он уже находился у власти. В 1940 году искусствовед Эдвард С. Кинг предположил, что ребёнок, изображённый на картине, и есть сам Козимо в детском возрасте. Однако в 1955 году искусствовед Герберт Койтнер обнаружил запись 1612 года, сделанную во время инвентаризации имущества Риккардо Риккарди, которому первоначально принадлежала картина. В ней утверждалось, что на портрете кисти Понтормо изображена Мария Сальвиати с девочкой, неизвестной по имени. В 2006 году искусствовед Габриэль Лэнгдон идентифицировал изображение девочки с Джулией Медичи, внебрачной дочерью убитого герцога Алессандро Медичи, которую Козимо принял в семью после трагической смерти её отца. В 2011 году искусствовед Майке Фогт-Люэрссен предположила, что ребёнком на картине является Бия Медичи, внебрачная дочь Козимо I. В настоящее время большинство искусствоведов склоняются к версии Габриэля Лэнгдона и называют картину «первым изображением девочки африканского происхождения в европейском искусстве». Сохранился также портрет Марии кисти Джорджо Вазари.